# Neil Martin (engenheiro)
Neil Martin (3 de setembro de 1972) é um estrategista britânico de Fórmula 1, ex-chefe do departamento de pesquisas de operações da Scuderia Ferrari.

## Carreira
Depois de estudar matemática e ciência da computação na Universidade de Southampton, Martin escreveu seu trabalho de pesquisa de MSc sobre avaliação de riscos. Originalmente pretendendo procurar um emprego na cidade de Londres, ele mostrou o papel para a McLaren Racing, que lhe ofereceu um emprego. Martin foi responsável na McLaren pela direção do desenvolvimento estratégico de tecnologia e estratégias de corrida, desenvolvendo software para fornecer acesso instantâneo a dados sobre componentes específicos do carro enquanto em pista. Seu papel veio à proeminência pública no Grande Prêmio de Mônaco de 2005, quando ajudou Kimi Räikkönen ganhar a corrida ao fazer uma chamada estratégica no momento chave durante a entrada do carro da segurança devido a um incidente.
Objeto de interesso da Red Bull Racing em maio de 2005, ele se juntou à equipe como estrategista chefe em janeiro de 2006. Em janeiro de 2011, depois que a Ferrari fez uma chamada estratégica errada durante o Grande Prêmio de Abu Dhabi de 2010 que fez o piloto Fernando Alonso perder o Campeonato Mundial de 2010 para Sebastian Vettel da Red Bull, Martin mudou-se para a Ferrari junto com ex-engenheiro de McLaren Pat Fry em uma renovação promovida pela Ferrari em suas operações de corrida e equipe de engenharia. Ele deixou a Scuderia Ferrari no fim de 2014.
Em 2016, Martin liderou uma equipe de engenharia da HWA, afiliada à Mercedes-Benz, e participou do plano de Fórmula E da equipe, juntamente com Steve Clark.